# Vought F4U Corsair
Vought F4U Corsair var ett amerikanskt jaktflygplan som användes under andra världskriget och Koreakriget.
Det togs i tjänst år 1942. Planet, som var både land- och hangarfartygsbaserat, användes framför allt i Stillahavskriget. Planet utklassade alla japanska plan i hastighet men dock inte i manöverbarhet. Corsairflygplan lyckades förstöra 2 140 japanska flygplan mot en förlust av endast 189 plan.
Totalt byggdes 12 571 flygplan; de sista levererades 1953 till Frankrike. Första flygplanet tillverkades åt amerikanska flottan 1940, vilket gör att det är den längsta produktionen av ett stridsflygplan med kolvmotor i amerikansk historia. Det sista flygplanet togs ur tjänst på 1960-talet.

## Utveckling
I februari 1938 lämnade amerikanska flottan ut förfrågningar om en- och tvåmotoriga stridsflygplan. Kravet på den enmotoriga modellen var en stallhastighet som inte översteg 110 km/h och en räckvidd på 1 600 km. Flygplanet skulle kunna bära fyra kulsprutor eller tre med utökad ammunition.
I juni 1938 skrev amerikanska flottan på ett kontrakt för prototypen XF4U-1, BuNo 1443. Corsair designades av Rex Beisel som ledare för Voights designteam. Konstruktionen börjades 1939 med en prototyp av Pratt & Whitney Double Wasp motor, som gav 1 805hk. När prototypen byggdes var detta den största och kraftigaste flygmotorn som fanns. Första flygningen gjordes 29 maj 1940 med Lyman A Bullard som pilot. Jungfrufärden gick bra ända tills man fick landa på grund av roderfladder i höjdrodret.
Den 1 oktober blev X4F4U-1 det snabbaste enkelmotoriga stridsflygplanet i USA, med ett hastighetsrekord på 640 km/h. Flygplanet visade sig även ha god stigförmåga vid utprovningarna. I dykning med motorn på full gas kom flygplanet upp i 890 km/h, dock skadade detta flygplanet.
Rapporter från flygstrider i Europa indikerade att beväpningen med två 7,62 mm och två 12,7 mm kulsprutor var undermålig. Till följd av detta lämnade amerikanska flottan önskemål om att få en tyngre beväpning. Den 30 juni 1941 lämnades en beställning på 584 flygplan.

## Design
F4U använde den största motor som gick att få tag på när den byggdes, en 18cyl Pratt & Whitney R-2800 Double Wasp. För att få ut så mycket kraft som möjligt ur motorn användes en 3-bladig propeller med ställbar vinkel. För att få plats med gångjärn till de vikbara vingarna behövde landningsstället fällas bakåt, men på grund av vingens bredd blev det svårt att få plats med dessa. För att lösa problemet konstruerade man en inverterad måsvinge, som kortade landningsstället betydligt. Den böjda vingen vägde dock relativt mycket och var komplicerad att tillverka.

## Varianter

### Amerikanska[2]
- F4U-1: hangarfartygsbaserat jaktflygplan
- FG-1: hangarfartygsbaserat jaktflygplan, tillverkat av Goodyear
- F3A-1: hangarfartygsbaserat jaktflygplan, tillverkat av Brewster
- F4U-1A: hangarfartygsbaserat jaktflygplan, modifierat F4U-1
- F4U-1D: hangarfartygsbaserat jaktbombflygplan
- F4U-1C: jaktbombflygplan med 20 mm akanbeväpning
- F4U-1P: fotospaningsflygplan
- FG-1D: hangarfartygsbaserat jaktbombflygplan, tillverkat av Goodyear
- F4U-2: nattjaktflygplan, variant av F4U-1 eller F4U-1A
- FG-3: hangarfartygsbaserat jaktflygplan, FG-1D med turbokompressormotor
- F4U-4: hangarfartygsbaserat jaktbombflygplan
- F2G-1: landbaserat jaktflygplan
- F2G-1D: jaktbombflygplansvariant av F2G-1
- F2G-2: hangarfartygsbaserat jaktflygplan
- F4U-4B: hangarfartygsbaserat jaktbombflygplan med 20 mm akanbeväpning
- F4U-4N: nattjaktflygplansvariant av F4U-4
- F4U-4P: fotospaningsflygplanvariant av F4U-4
- F4U-5: hangarfartygsbaserat jaktflygplan
- F4U-5N: nattjaktflygplansvariant av F4U-5
- F4U-5NL: nattjaktflygplansvariant av F4U-5, anpassad för vinterförhållanden
- F4U-5P: fotospaningsflygplanvariant av F4U-5
- AU-1: låghöjdsattackflygplan
- F4U-7: jaktbombflygplan (franska Aeronavale)

### Fleet Air Arm
- Corsair I: hangarfartygsbaserat jaktflygplan, F4U-1 med originalvingar
- Corsair II: hangarfartygsbaserat jaktflygplan, F4U-1 med nerkortade vingar
- Corsair III: hangarfartygsbaserat jaktflygplan, F3A-1 med nerkortade vingar
- Corsair IV: hangarfartygsbaserat jaktflygplan, FG-1D med nerkortade vingar

## Användare
- Argentinas flotta använde 26 stycken F4U-5/5N/5NL Corsairs mellan 1956 och 1968 från hangarfartyget ARA Independencia.
- El Salvadors flygvapen
- Frankrikes flotta
- Honduras flygvapen
- Nya Zeelands flygvapen
- Royal Navy Fleet Air Arm
- USA:s flotta
- USA:s marinkår